# Sárvár
Sárvár é uma cidade da Hungria, situada no condado de Vas. Tem 64,65 km² de área e sua população em 2019 foi estimada em 15.072 habitantes.